# Sjoesjanik
Sjoesjanik (Armeens: Շուշանիկ , Sjovsjanik; Georgisch: შუშანიკი,  Sjoesjaniki) ca. 440 – 18 oktober 475) is een christelijk-Armeense martelaar die vereerd wordt in enkele oosterse kerken. De beschrijving van haar martelaarschap door Iakob Tsoertaveli is het oudste overgeleverde werk uit de Georgische literatuur.

## Biografie
Sjoesjanik was de dochter van de Armeense staatsman Vardan Mamikonjan, die een Armeense opstand leidde tegen het Sassanidische Perzië. Ze was getrouwd met Varsken, die pro-Perzisch was en als gezagsdrager opereerde in oostelijk Georgië. Tijdens een van zijn bezoeken aan het Perzische hof liet hij zich bekeren tot het Mazdakisme en vervolgens trachtte hij ook zijn familie te bekeren. Sjoesjanik weigerde haar christelijke geloof af te leggen wat Varsken woedend maakte. Hij liet haar daarop martelen en dit leidde tot de dood van Sjoesjanik.

## Verering
De feestdag van Sjoesjanik wordt in Georgië gevierd op 17 oktober en in Armenië op de donderdag in de week van 20 tot en met 26 september.